# Hyundai 2530 TEU
Hyundai 2530 TEU bezeichnet einen Schiffstyp der koreanischen Werft Hyundai Heavy Industries. Die Baureihe von Vollcontainerschiffen wurde ab 2001 von Hyundai und STX Shipbuilding gebaut. STX Shipbuilding entwickelte den Typ zum STX 2.600 TEU improved mit geringfügig höherer Containerkapazität weiter. Insgesamt wurden von den verschiedenen Werften der beiden Unternehmen 25 Einheiten des Typs abgeliefert. Ein großer Teil der Schiffe wurde von der Hamburger Reedereigruppe Schulte Group in Auftrag gegeben und von Bernhard Schulte Shipmanagement bereedert.

## Beschreibung
Die Schiffe des Ursprungstyps werden von einem Siebenzylinder-Zweitakt-Dieselmotor des Herstellers Wärtsilä-Sulzer angetrieben. Die Hauptmotoren des Typs 7RTA72U-B, die in Korea von Hyundai Engine & Machinery in Lizenz gebaut wurden, verfügen über eine Leistung von 21.560 kW. Sie wirken direkt auf die Welle und treiben einen Festpropeller an. Die Schiffe erreichen damit eine Geschwindigkeit von rund 21 kn. Im Bug befindet sich eine Querstrahlsteueranlage mit einer Leistung von 1000 kW.

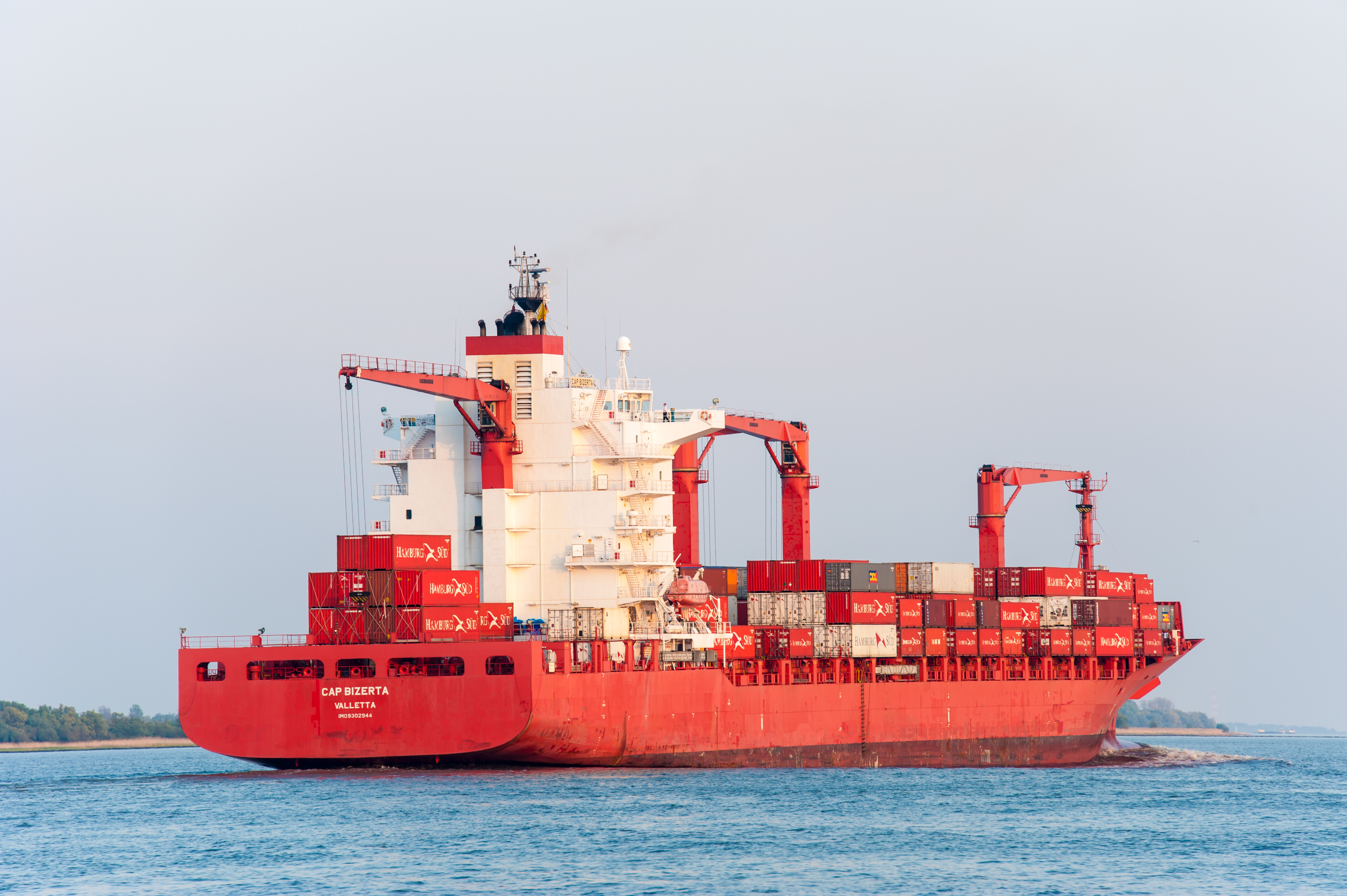
Heckansicht der Cap Bizerta

Für die Stromversorgung befinden sich vier Generatoren des Herstellers MAN B&W Diesel (Typ: 8L28/32 H) an Bord. Die Generatoren verfügen über eine Scheinleistung von jeweils 2000 kVA. Der MAN-Notgenerator verfügt über eine Scheinleistung von 188 kVA.
Die Schiffe des von STX weiterentwickelten Typs sind mit Motoren anderer Baumuster ausgestattet. Die Daedong Shipbuilding Company, unter deren Namen eines der Schiffe gebaut wurde, zählt heute als STX Shipbuilding zu STX.
Die Schiffe des Ursprungstyps verfügen über eine Containerkapazität von 2.530 TEU bzw. 1.212 FEU und 86 TEU. Die Schiffe des weiterentwickelten Typs verfügen über eine Containerkapazität von 2.602 TEU. Bei einer homogenen Beladung mit 14 t schweren Containern können 1.850 TEU bzw. 1.853 TEU geladen werden. Für Kühlcontainer sind 600 Anschlüsse vorhanden. An Deck können bis zu 12 Container nebeneinander und bis zu fünf Lagen übereinander gestaut werden.
Die Decksaufbauten befinden sich im hinteren Viertel des Schiffes. Vor den Decksaufbauten befinden sich zehn Containerbays, dahinter zwei weitere. Die Schiffe verfügen über eigenes Ladegeschirr. Drei der 45 t hebenden Schiffskrane sind zwischen Bay 2 und 3, 6 und 7 sowie 8 und 9 angeordnet. Der vierte Kran befindet sich direkt hinter dem Deckshaus.

## Trivia
Ein Schiff des Ursprungstyps, die Anna Schulte, war im September 2012 das erste reguläre Schiff, das den Tiefwasserhafen JadeWeserPort anlief. Das Schiff fuhr zu dieser Zeit in Charter der dänischen Linienreederei Mærsk Line.

## Die Schiffe
| Anna Schulte                | Hyundai, - / 1297                                | 9215878 | 4. Oktober 2000 - Februar 2001                       | Navita Schiffsbetriebsgesellschaft MS „Anna Schulte“ Schulte Group       | P&O Nedlloyd Rose (2001) → P&O Nedlloyd Andes (2001) → Anne Schulte (2005) → Maersk Newcastle (2016)                                                                   |
| Susanne Schulte             | Hyundai, - / 1298                                | 9215880 | 27. Dezember 2000 - April 2001                       | Navitura Schiffsbetriebsgesellschaft MS „Susanne Schulte“ Schulte Group  | P&O Nedlloyd Aconcagua (2001) → Susanne Schulte (2005) → Maersk Newhaven (2016)                                                                                        |
| Henrika Schulte             | Hyundai, - / 1299                                | 9215892 | 27. Dezember 2000 - 30. April 2001                   | Navitura Schiffsbetriebsgesellschaft MS „Henrika Schulte“ Schulte Group  | P&O Nedlloyd Atacama (2001) → Henrika Schulte (2005) → Ocean Promise (2007) → MSC Elizabeth III (2021)                                                                 |
| Marianne Schulte            | Hyundai, - / 1300                                | 9215907 | 5. März 2001 - Juli 2001                             | Navigato Schiffsbetriebsgesellschaft MS „Marianne Schulte“ Schulte Group | P&O Nedlloyd Acapulco (2001) → Marianne Schulte (2005) → Maersk Neston (2016)                                                                                          |
| Thekla Schulte              | Hyundai, - / 1301                                | 9215919 | 28. Mai 2001 - Oktober 2001                          | Navina Schiffsbetriebsgesellschaft MS „Thekla Schulte“ Schulte Group     | P&O Nedlloyd Antisana (2001) → Thekla Schulte (2005) → Maersk Northamton (2015)                                                                                        |
| Esther Schulte              | Hyundai, - / 1302                                | 9222118 | 25. Juli 2001 10. November 2001 Dezember 2001        | St Thomas Shipping Company Schulte Group                                 | P&O Nedlloyd Altiplano (2002) → Esther Schulte (2005) → Cape Bianco (2015) → Maersk Northwood (2016)                                                                   |
| Christiane Schulte          | Hyundai, - / 1303                                | 9222120 | 20. August 2001 - 28. Dezember 2001                  | Mount Kellet Schulte Group                                               | Cap Breton (2007) → MOL Inca (2012) → Spirit of Tokyo (2014) → Cap Breton (2014) → Spirit of Tokyo (2016) → MSC Andriana III (2021)                                    |
| Ansgaritor                  | Daedong Shipbuilding Company, Daechi-Dong / 1068 | 9231157 | - 2001                                               | Ansgaritor Navigation Hansa Mare Reederei, Bremen                        | CMA CGM Rodin (2001) → Rodin (2006) → Sormiou (2007) → Marfret Sormiou (2010) → Niledutsch Zebra (2013) → MSC Zebra (2013) → Zebra (2020)                              |
| CMA CGM Claudel             | STX Shipbuilding, Busan / 1069                   | 9231169 | 3. September 2001 - Mai 2002                         | Snowboard Shipping Company Efshipping Company, Panama                    | Auguste Schulte (2007) → 2017 Abbruch in Chittagong |
| Caroline Schulte            | Hyundai, - / 1304                                | 9231470 | 5. Februar 2001 - Mai 2001                           | Long Concept Schulte Group                                               | Libra Houston (2002) → Cap Bisti (2006) → Caroline Schulte (2011) → Maersk Newbury (2016)                                                                              |
| Elisabeth Schulte           | Hyundai, - / 1305                                | 9231482 | 5. Februar 2001 7. April 2001 Juni 2001              | King Power Limited Schulte Group                                         | Evri → Maersk Noumea (2006) → Evridiki G (2013) |
| Donata Schulte              | Hyundai, - / 1306                                | 9231494 | 14. Mai 2001 18. August 2001 12. Oktober 2001        | St Ansgar Marine Schulte Group                                           | Corfum E → Maersk Nairobi (2006) → EM Corfu (2013) |
| Laconikos                   | STX Shipbuilding, Busan / 1076                   | 9236638 | - 2002                                               | Rexnax Shipping Dioryx Maritime Corporation, Athen                       | MOL Santiago (2002) → Laconikos (2004) → CMA CGM Vitality (2004) → Vitality (2006) → Berwick (2015) → Erwi (2017) → 2017 Verschrottung in Alang                        |
| P&O Nedlloyd Barossa Valley | STX Offshore & Shipbuilding, Jinhae / 1083       | 9240873 | 4. März 2002 11. Mai 2002 9. Oktober 2002            | Snowboard Shipping Company Efshipping Company, Panama                    | Annabelle Schulte (2005) → Bomar Resilient (2014) → MSC Resilient III (2022)                                                                                           |
| Adriana Star                | Hyundai, Ulsan / 1485                            | 9275024 | 27. Mai 2003 16. August 2003 15. Oktober 2003        | Nauto Shipping Reederei Blue Star, Hamburg                               | P&O Nedlloyd Adriana (2003) → Nedlloyd Adriana (2005) → Cap Beaufort (2014) → Adriana Star (2016) → HSL Sheffield (2017) → Sheffield (2022) → MSC Sheffield III (2023) |
| Patria                      | STX Offshore & Shipbuilding, Jinhae / 1169       | 9294525 | 18. Januar 2006 29. März 2006 2. Juni 2006           | Ahrenkiel-Reederei                                                       | MOL Sunrise (2006) → Patria I (2008) → Niledutch Guangzhou (2010) → AS Patria (2014)                                                                                   |
| Nordwelle                   | STX Offshore & Shipbuilding, Jinhae / 1166       | 9294537 | 29. Juni 2005 3. September 2005 8. November 2005     | Welle mbH & Co KG Reederei Nord, Hamburg                                 | Welle (2011) → AS Penelope (2018) |
| Palatia                     | STX Offshore & Shipbuilding, Jinhae / 1168       | 9294513 | 1. Dezember 2005 27. Januar 2006 7. April 2006       | Ahrenkiel-Reederei                                                       | MOL Supremacy (2006) → Palatia (2008) → CMA CGM Oceano (2008) → AS Palatia (2008) → Niledutch Durban (2011) → AS Palatia (2015) → Seaboard Pride (2022)                |
| Maersk Norwich              | STX Offshore & Shipbuilding, Jinhae / 1180       | 9301926 | 30. März 2006 27. Mai 2006 August 2006               | Carlton Park Shipping Company Schulte Group                              | Lucie Schulte (2016) |
| Maersk Needham              | STX Offshore & Shipbuilding, Jinhae / 1181       | 9301938 | 29. Mai 2006 31. Juli 2006 Oktober 2006              | Carlton Park Shipping Company Schulte Group                              | Hannah Schulte (2015) |
| Margarete Schulte           | STX Offshore & Shipbuilding, Jinhae / 1192       | 9302944 | 28. Juni 2006 - November 2006                        | St Servatius Shipping Company Schulte Group                              | Cap Bizerta (2006) → Margarete Schulte (2011) → Niledutch Gazelle (2012) → Cap Bizerta (2014) → Margarete Schulte (2016)                                               |
| Catharina Schulte           | STX Shipbuilding, Jinhae / 1193                  | 9302956 | 3. August 2006 - Dezember 2006                       | St Johann Navigation Company Schulte Group                               | Cap Bon (2006) → Catharina Schulte (2012) → Cosmos (2018) → CMA CGM Beira (2022)                                                                                       |
| JPO Sagittarius             | STX Offshore & Shipbuilding, Jinhae / 1195       | 9307267 | 2. September 2006 31. Oktober 2006 28. Dezember 2006 | JPO Sagittarius Schiffahrtsgesellschaft Oltmann, Stade                   | MSC Corinna (2014) |
| JPO Scorpius                | STX Offshore & Shipbuilding, Jinhae / 1196       | 9307279 | 2. Oktober 2006 26. November 2006 16. Januar 2007    | JPO Scorpius Schiffahrtsgesellschaft Oltmann, Stade                      | Scorpius (2021) |
| NYK Clara                   | STX Offshore & Shipbuilding, Jinhae / 1233       | 9355408 | 27. Oktober 2007 19. Dezember 2007 Februar 2008      | Portunus Shipping NYK Shipmanagement, Singapur                           | so in Fahrt |